# FC Florești
Der Fotbal Club Florești ist ein moldauischer Fußballverein aus Florești.

## Geschichte
Der Verein wurde 2017 gegründet. Sie begannen in der Divizia B. Bereits in der ersten Saison stieg die Mannschaft in die Divizia A auf. 2019 gewann die Mannschaft die zweite Liga und spielen folglich seit 2020 in der Divizia Națională. In der Spielzeit 2021/22 bestrafte der moldauische Verband den FC Florești mit Zwangsabstieg und einem 6-Punkte-Abzug aufgrund von Spielmanipulation. Bis dahin hatte der Verein alle 19 Spiele dieser Saison verloren.

## Erfolge
- Moldauische Zweitligameisterschaft: 2019